# Retiro lanceolatus
Espèce
Synonymes
- Auximus lanceolatus Vellard, 1924

Retiro lanceolatus est une espèce d'araignées aranéomorphes de la famille des Macrobunidae.

## Distribution
Cette espèce est endémique de l'État de Rio de Janeiro au Brésil,. Elle se rencontre vers Rio de Janeiro.

## Description
La femelle holotype mesure 7 mm.

## Systématique et taxinomie
Cette espèce a été décrite sous le protonyme Auximus lanceolatus par Vellard en 1924. Elle est placée dans le genre Retiro par Lehtinen en 1967.

## Publication originale
- Vellard, 1924 : « Études de zoologie. » Archivos do Instituto Vital Brazil, vol. 2, p. 121-170.